# Lewis and Clark State Recreation Site
Die Lewis and Clark State Recreation Site ist ein 22 ha großer State Park im US-Bundesstaat Oregon. Der Park liegt in der Nähe von Troutdale im Multnomah County und dient als Naherholungsgebiet.

## Anlage
Die Benutzung des Parks ist gebührenfrei. Der Park liegt am westlichen Ende der Columbia River Gorge nahe der Mündung des Sandy River in den Columbia River. Der Park liegt am Historic Columbia River Highway und besteht aus einer baumbestandenen Wiese mit Picknickbänken und Sanitäranlagen. Beim Park liegt eine beliebte Badestelle im Sandy River und eine frei benutzbare Bootsrampe. Ein Weg führt auf die Broughton's Bluff, eine Klippe, die die geologische Grenze zwischen dem Kaskadengebirge und dem benachbarten Willamette Valley bildet.

## Geschichte
Benannt wurde der Park nach der Lewis-und-Clark-Expedition, die hier am 3. November 1805 auf ihrem Weg zum Pazifik lagerte. Auf ihrem Rückweg im April 1806 lagerten sie sechs Tage an der Mündung des Sandy River, und eine kleine Gruppe fuhr den Sandy River aufwärts. Doch sie mussten bald feststellen, dass der Fluss nur ein kleiner Nebenfluss ist, der von den Hängen des Mount Hood kommt und durch Stromschnellen und Wasserfälle nicht befahrbar ist. Beim Anlegen der Boote machte den Entdeckern Fließsand zu schaffen, so dass sie den Fluss Quicksand River nannten. Dieser Name wurde später zu Sandy River abgekürzt.
1936 übergab das Multnomah County einen Teil des Parkgebiets an den Staat Oregon. Bis 1962 wurde der Park durch Ankäufe und Schenkungen auf seine heutige Größe erweitert.